# Sa Sia
Sa Sia is een plaats (frazione) in de Italiaanse gemeente Tula (SS).